# Myromeus
Myromeus is een kevergeslacht uit de familie van de boktorren (Cerambycidae). De wetenschappelijke naam van het geslacht werd voor het eerst geldig gepubliceerd in 1864 door Pascoe.

## Soorten
Myromeus omvat de volgende soorten:
- Myromeus fulvonotatus Fisher, 1925
- Myromeus gilmouri Breuning, 1962
- Myromeus immaculicollis Heller, 1924
- Myromeus luzonicus Fisher, 1925
- Myromeus subpictus Pascoe, 1864